# Venedig des Ostens
Venedig des Ostens ist ein Prädikat, das vor allem in der Fremdenverkehrswerbung zahlreichen Städten angeheftet wird:
- Alappuzha[1]
- Ayutthaya[2]
- Bangkok[3][4]
- Brandenburg an der Havel[5]
- Breslau[6][7]
- Dhaka[8]
- Dresden[9][4] (s. a. Elbflorenz)
- Dujiangyan[10]
- Osaka[11]
- St. Petersburg[12][4] (genau so freizügig als Venedig des Nordens[13] tituliert)
- Suzhou[14][4]
- Udaipur[15]